# Tithorea tarricina
Tithorea tarricina är en fjärilsart som beskrevs av William Chapman Hewitson 1857. Tithorea tarricina ingår i släktet Tithorea och familjen praktfjärilar. Inga underarter finns listade i Catalogue of Life.

## Bildgalleri

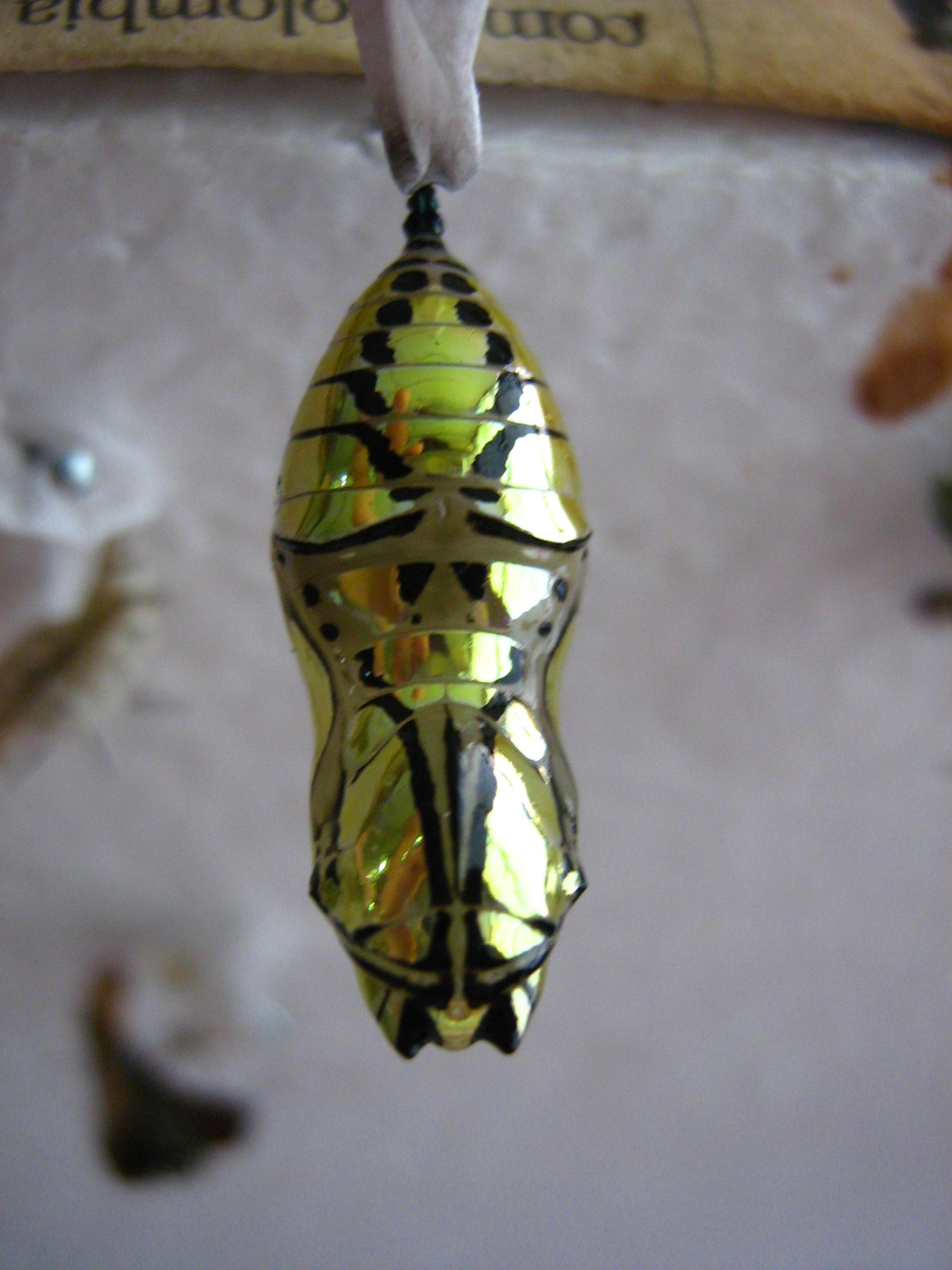
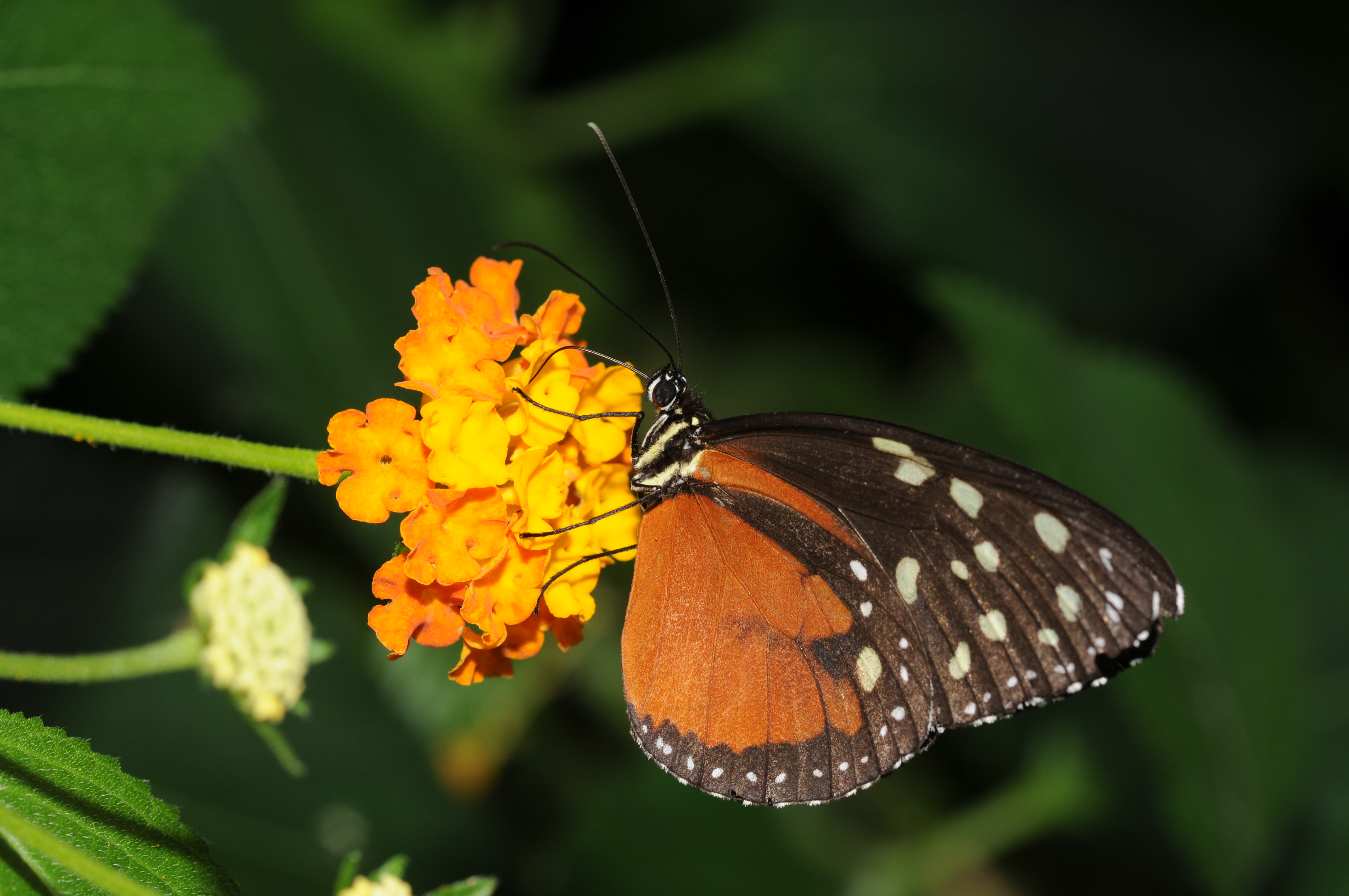